# أجنحة في سماء الغربة (مسلسل)
أجنحة في سماء الغربة - كوابيس زاهية هو مسلسل درامي، اجتماعي، تشويق، مغامرات، من إنتاج المركز العربي للإنتاج الإعلامي - الأردن، المنتج عدنان العوامله، المنتج التنفيذي طلال العوامله، إخراج نذير عواد، كتابة سوسن القابسي، بطولة ياسر المصري، فرح بسيسو، عاكف نجم، واخرون.
يتحدث العمل عن أحلام العرب في الغربة من خلال أربعة شخوص عربية شابة من مختلف الجنسيات، ومن مستويات اجتماعية وثقافات مختلفة، يعالج العمل من خلالهم الواقع الذي يعيشه العرب في غربتهم التي اختاروها على أمل تحقيق حلمهم، لكن كثيرا ما تنقلب الأحلام الزاهية لتصير كوابيس وخيبات أمل.

## قصة المسلسل
يرتكز العمل على أربع شخصيات عربية شابة، عبد الرحمن السعودي الثري الذي يعيش صراعاً حاداً مع والده حول أساليب إدارة الشركة، وأحمد الشاب الإماراتي الذي وصل حديثاً إلى لندن لإكمال دراساته العليا في الهندسة المعمارية ويحلم بإنجاز مشروع معماري ضخم في دبي، ومنال الطبيبة الكويتية الجادة والمجتهدة التي تكمل دراستها العليا وتعمل في إحدى مستشفيات لندن بالوقت نفسه، وزيد الفنان التشكيلي الأردني الذي قدم إلى لندن بفيزا زيارة ويتشبث في البقاء فيها أملاً بمستقبل أفضل.
يلتقي عبد الرحمن وأحمد في لندن ويرتادان المقهى العربي الذي يديره فايز (خال زيد) حيث يتعرفان على هذا الأخير وتتوطد بينهم صداقة قوية ويتعرضان للاحتيال من قبل كمال الشاب السوري الذي يعيش على استغلال القادمين الجدد إلى لندن. رياض يقيم في بيت خاله المتزوج من إنجليزية مدمنة على الكحول ويعيش واقعاً مختلفاً مع الأسرة المتفككة ويعاني من هذا الواقع حيث يقع في حب حميدة الفتاة المغربية التي تغرر بها إحدى العصابات وتستقدمها للعمل. تمتد القصة لتظهر لوحة الاغتراب العربي بما فيه من قضايا وهموم في أنحاء العالم العربي كافة.

## بطولة
ياسر المصري، فرح بسيسو، عاكف نجم، دانا جبر، مشعل المطيري، أحمد ماهر، محمد القباني، طلال السدر، فوز الشطي، محمد المنيع، أحمد العمري، جواد شكرجي.

## الجوائز
نال المسلسل الجائزة الفضية في مجال الدراما الاجتماعية في مهرجان الأردن للاعلام العربي لعام 2010.